# Molnár Viktor (zeneszerző)
Molnár Viktor (Hatvan, 1993. október 4. –) Artisjus-díjas, Istvánffy Benedek-díjas és Kodály Zoltán Zenei Alkotói Ösztöndíjas zeneszerző.
Alkotásaira jellemző, hogy mindig van egyfajta háttér-mondanivaló, amely lehet érzelmi, filozófiai vagy tudományhoz kötődő gondolat. Munkája gyakran kapcsolódik társművészetekhez, leggyakrabban baletthez vagy kortárs tánchoz. Alkotóként a jelenhez kapcsolódni – ez a cél egyfajta esszenciája is munkájának, melyet számos elismeréssel, többek között a 2023-mas csehországi Generace Zeneszerzőverseny II. díjával, a Müpa 2020-as zeneműpályázatának díjaival, a 2020-as ausztriai Nemzetközi Gustav Mahler Zeneszerzőverseny I. díjával, a 2019-es olaszországi Scuola Internationale Musicale di Milano III. díjával, a németországi Progressive Classical Misuc Award V. helyezésével, illetve a 2018-as országos Arany János Zeneszerzőverseny I díjával is értékeltek.
Zenekari darabja elhangzott a Müpa Nagytermében, a Zeneakadémia Nagytermében, szerzőként szerepel a Szegedi Kortárs Balett előadásaiban, továbbá művei a Bartók Rádió kortárs zenei műsorainak rendszeres résztvevői. Kompozíciói számos európai országban megszólaltak (Ausztria, Németország, Olaszország, Franciaország, Csehország, Lengyelország, Egyesült Királyság és Szerbia), de hallhatók a tengerentúlon is.
2024-ben felkérték a nemzetközi Sounds of Diversity 2025 összművészeti projektben való részvételre, ahol a V4-országok egy-egy zeneszerzőjének kamarazenekari kompozíciói alkotta program kiegészül táncosokkal és látványelemekkel. 2023-ban meghívást kapott az International Society of Contemporary Music nemzetközi kortárszenei fesztiválra a Dél-afrikai Köztársaságba, ahol egyedüli magyarként képviselte a hazai kortárszenét. Szintén 2023-ban bemutatkozott az Amerikai Egyesült Államokban, ahol tánckoreográfiára írt műve színpadi bemutatója mellett, zongorakoncerten játszhatta saját kompozícióit.
2019-ben a budapesti Zeneakadémián Varga Judit, Bolcsó Bálint és Vajda János tanítványaként végzett. Az Egy Hangversenyteremért Alapítvány online zeneműkiadó professzionális kottagrafikusa és szerkesztőségi tagja, a Magyar Zeneszerzők Egyesületének tagja, a Weiner Leó Zeneművészeti Szakgimnázium és a Kroó György Zene- és Képzőművészeti Iskola tanára.
Műveit a bécsi Universal Edition, a budapesti Egy Hangversenyteremért Alapítvány és a berlini Ries & Erler Musikverlag forgalmazza.